# Chadlia Saïda Farhat
Chadlia Saïda Farhat Essebsi (sinh ngày 1tháng 8 năm 1936 và qua đời vào ngày 15 tháng 9 năm 2019, là vợ của Tổng thống Tunisia Tổng thống Beji Caid Essebsi và do đó là Đệ nhất phu nhân Tunisia từ 2014 đến 2019 với tư cách là vợ của Tổng thống Beji Caid Essebsi. Bà là đệ nhất phu nhân thứ năm của Tunisia, cũng là người thứ hai sau Cách mạng Tunisia.
Farhat sinh ngày 1 tháng 8 năm 1936. Bà kết hôn với Beji Caid Essebsi, một luật sư và chính trị gia kém Bà mười tuổi, vào ngày 8 tháng 2 năm 1958. Cặp vợ chồng có bốn người con: hai cô con gái, Amel và Salwa, và hai đứa con trai, Mohamed Hafedh và Khélil.
Farhat trở thành Đệ nhất phu nhân Tunisia vào ngày 31 tháng 12 năm 2014, khi nhậm chức chồng làm tổng thống. Bà ấy được cho là không thích ý tưởng chuyển đến Cung điện Carthage, nơi ở của tổng thống chính thức, vì đó là một khoảng cách với gia đình bà ấy. Là đệ nhất phu nhân, bà đã đảm nhận một hồ sơ cao hơn, cả ở nơi Công cộng và hậu trường, so với người tiền nhiệm trực tiếp của bà, cựu đệ nhất phu nhân Béatrice Marzouki.
Chồng cô mất vào ngày 25 tháng 7 năm 2019.
Bà qua đời vào ngày 15 tháng 9 năm 2019 vì một cơn đau tim, năm mươi ngày sau cái chết của chồng và ngày của vòng đầu tiên của cuộc bầu cử tổng thống.